# JAC J3
JAC J3 — китайский городской автомобиль, выпускаемый китайской государственной компанией JAC Motors, впервые представленный в 2008 году и серийно выпускающийся с 2010 года. С июля 2011 года по январь 2014 года производился на мощностях Таганрогского автомобильного завода под именем Tagaz C10.

## Характеристики
Дизайн автомобиля был разработан итальянским бюро Pininfarina.
JAC J3 имеет два варианта комплектации, различающихся по типу двигателей: с двигателем 4G13S1 (Mitsubishi, Евро-3) объёмом 1,3 л мощностью 93 л. с. и с двигателем HFC4GB1.3C (JAC, Евро-4) объёмом 1,3 л. с. мощностью 99 л. с.
Стандартная версия JAC Tojoy комплектуется бензиновым двигателем объёмом 1,3л и мощностью 99 л. с. Этот двигатель является совместной разработкой JAC Motors и австрийской AVL. В материалах двигателя используются алюминий и пластик, что уменьшило массу двигателя на 25 кг (масса двигателя нетто 85 кг) по сравнению с двигателями других марок равного объёма. В двигателе используется система изменения фаз газораспределения в купе с двумя распределительным валами, благодаря чему повысилась приёмистость двигателя и минимизировались показатели выбросов. Это позволило достичь норм токсичности выбросов Евро-4, а также невысокий расход топлива (4,9 л на 100 км в загородном цикле).
Передняя подвеска независимая пружинная MacMichael, задняя — полузависимая двухрычажная пружинная. Тормозная система гидравлическая с передними дисковыми тормозами и задними барабанного типа. Имеется возможность оснащения автомобиля системами EBD и ABS.
Автомобиль оснащается кондиционером, гидроусилителем рулевого управления и регулировкой рулевого колеса по высоте и выносу, автомагнитолой с USB-входом, полноразмерным запасным колесом, а объём багажника в версии седан составляет 339 л.
С 2011 по 2014 год автомобиль собирался в Таганроге на мощностях завода ТагАЗ под именем Tagaz C10. Автомобиль перед запуском в производство претерпел некоторые изменения: была увеличена жесткость кузова, а также улучшена антикоррозийная обработка.

## Электрическая версия
На Шанхайском автосалоне 2019 года был представлен электромобиль на базе этой же машины. 470 км автономности ему должны обеспечивать литиевые аккумуляторы с радиаторным охлаждением ёмкостью в 66 КВт/ч.